# 5516 Jawilliamson
5516 Jawilliamson (1989 JK) là một tiểu hành tinh vành đai chính được phát hiện ngày 2 tháng 5 năm 1989 bởi E. F. Helin ở Palomar.